# ساسكيا أوزينخا
ساسكيا لوتشي أوزينخا (من مواليد 1960 في بيفيرفايك) ناشطة بيئية واجتماعية هولندية. تعمل كميسرة لحركة الغابات في أوروبا (FME) والمؤسسة المشاركة لمنظمة فيرن (FERN) غير الحكومية، وكانت منسقة حملات، بين عامي 1995 و2017.

## سيرتها الشخصية
حصلت أوزينخا على درجة الماجستير في علم الأحياء من جامعة فاخينينجن وشهادة في الرعاية الصحية من جامعة أوتريخت بهولندا. بعد فترة من عملها كمدرسة للعلوم البيئية في جامعة أوتريخت، انضمت أوزينغا إلى شبكة أصدقاء الأرض. وعملت كمسؤول تعليم في أصدقاء الأرض - هولندا من 1987 حتى 1990، عندما تولت منصب ناشطة في مجال الغابات. في 1991، تولت أوزينخا دور الميسر لحركة الغابات الأوروبية (FME) التي تأسست حديثًا، وهو الدور الذي لا تزال تشغله حتى الوقت الحالي.
شاركت أوزينخا مع سيان بيتمان في تأسيس منظمة فيرن في مارس 1995، والتي تتمتع بصلاحية مراقبة أنشطة الاتحاد الأوروبي المتعلقة بالغابات وإعلام وتثقيف حركة الغابات في أوروبا حول هذه الأنشطة وتسهيل أعمال المناصرة المشتركة تجاه مؤسسات الاتحاد الأوروبي المختلفة. وهي أيضًا عضو مجلس إدارة في برنامج شعوب الغابات، ومؤسسة تروبينبوس الدولية وشبكة إنقاذ تايغا، وعضو في اللجنة التوجيهية لحركة الغابات المطيرة العالمية.

## حياتها الشخصية
تعيش أوزينخا حاليًا مع شريكها مارك غريغوري مارك وهو صحافي سابق في خدمة راديو بي بي سي العالمية وأيضًا مع ابنتها في أكسفوردشاير.